# Cynortellana
Cynortellana is een geslacht van hooiwagens uit de familie Cosmetidae.
De wetenschappelijke naam Cynortellana is voor het eerst geldig gepubliceerd door Roewer in 1923. 

## Soorten
Cynortellana omvat de volgende 7 soorten:
- Cynortellana affinis
- Cynortellana bisignata
- Cynortellana lagenaria
- Cynortellana oculata
- Cynortellana peruviana
- Cynortellana pulchra
- Cynortellana quadrimaculata